# Solanum caesium
Solanum caesium là loài thực vật có hoa trong họ Cà. Loài này được Griseb. miêu tả khoa học đầu tiên năm 1879.